# Bazyli Bogdan
Bazyli Bogdan – polski rolnik, „Sprawiedliwy wśród Narodów Świata”.

## Życiorys
W trakcie II wojny światowej Bazyli wraz z żoną Anną mieszkał w Pańskiej Dolinie na Wołyniu (powiat dubieński II Rzeczypospolitej). W wiosce przed wybuchem II wojny światowej znajdowało się przeszło 50 gospodarstw, głównie polskich, ale też ukraińskich. W 1942 r. Niemcy przystąpili do likwidacji żydowskich społeczności w pobliskim Dubnie. Z urządzonej rzezi uciekli Żydzi: Mendel Mitelman wraz z żoną. Po dwóch tygodniach błąkania się po okolicznych wioskach i polach dotarli do chaty leżącej na uboczu wsi, na skraju lasu, gdzie zamieszkiwali Bogdanowie. Bazyli postanowił wspomóc potrzebujących. Wybudował dla nich zamaskowaną kryjówkę pod chlewem w podwórzu. Z czasem liczba ukrywanych Żydów zwiększyła się o resztę rodziny Mitelmana, która błąkała się po okolicznych lasach: Sarę Winokur, Nachuma i Rachelę Mitelman oraz ich syna Aszera, BatięLewi i jej córkę Różę oraz Jonę Winer. Zapewnił im schronienie, dostarczając pożywienia, którego brakowało mu samemu. Zyskał tym samym sympatię i wdzięczność podopiecznych, którzy odpłacili mu pomocą w walce po stronie Polaków w obronie przed atakami ze strony ukraińskich nacjonalistów. Bazyli Bogdan ukrywał Żydów aż do marca 1944 r., gdy okolica została zajęta przez Armię Czerwoną. 
19 października 1965 r. Instytut Jad Waszem uhonorował Bazylego Bogdana medalem „Sprawiedliwy wśród Narodów Świata”. 